# Diablesse (film, 2001)
Pour les articles homonymes, voir Diablesse.
Pour plus de détails, voir Fiche technique et Distribution.
Diablesse ou Bons copains, mauvais plan au Québec (Saving Silverman) est une comédie romantique australo-américaine réalisée par Dennis Dugan. Le film est sorti le 7 février 2001 aux États-Unis.

## Synopsis
Quand Darren rencontre Judith, rien ne va plus. Cette diablesse mangeuse d'hommes va en faire progressivement son esclave. Alors Wayne et JD, les meilleurs amis du pauvre homme, vont tout faire pour le sauver. Mais leurs plans excentriques vont tout bouleverser.

## Fiche technique
- Titre original : Saving Silverman
- Titre français : Diablesse
- Réalisateur : Dennis Dugan
- Scénariste : Hank Nelken et Greg Depaul
- Producteur : Neal H. Moritz
- Directeur de la photographie : Arthur Albert (en)
- Musique : Mike Simpson
- Monteur : Patrick J. Don Vito et Debra Neil-Fisher
- Chef décorateur : Michael S. Bolton
- Pays d'origine :  États-Unis et  Australie
- Sociétés de distribution : 
  - France : TriStar
  - États-Unis : Sony, Columbia
- Durée : 90 minutes
- Format : couleur
- Genre : comédie romantique
- Dates de sortie :
  - États-Unis : 7 février 2001
  - France : 12 septembre 2001
  - Australie : 13 décembre 2001

## Distribution
- Jason Biggs (VF : Emmanuel Garijo)[2] : Darren Silverman
- Steve Zahn (VF : Jérôme Pauwels) : Wayne
- Jack Black (VF : Christophe Lemoine) : JD
- Amanda Peet (VF : Virginie Méry) : Judith
- Amanda Detmer (VF : Dorothée Pousséo) : Sandy
- R. Lee Ermey (VF : Philippe Catoire) : le coach Norton
- Neil Diamond (VF : Yves-Marie Maurin) : lui-même
- Norman Armour : le ministre
- Colin Foo : le vieil homme